# Stazione di Dolcè
Stazione di Dolcè vasútállomás Olaszországban, Veneto régióban, Dolcè településen.

## Vasútvonalak
Az állomást az alábbi vasútvonalak érintik:
- Brenner-vasútvonal

## Kapcsolódó állomások
A vasútállomáshoz az alábbi állomások vannak a legközelebb: 
- Stazione di Peri
- Stazione di Domegliara-Sant’Ambrogio
- Stazione di Ceraino